# Аруэ
Аруэ́ (фр. Haroué) — коммуна во французском департаменте Мёрт и Мозель, региона Лотарингия. Центр одноимённого кантона.

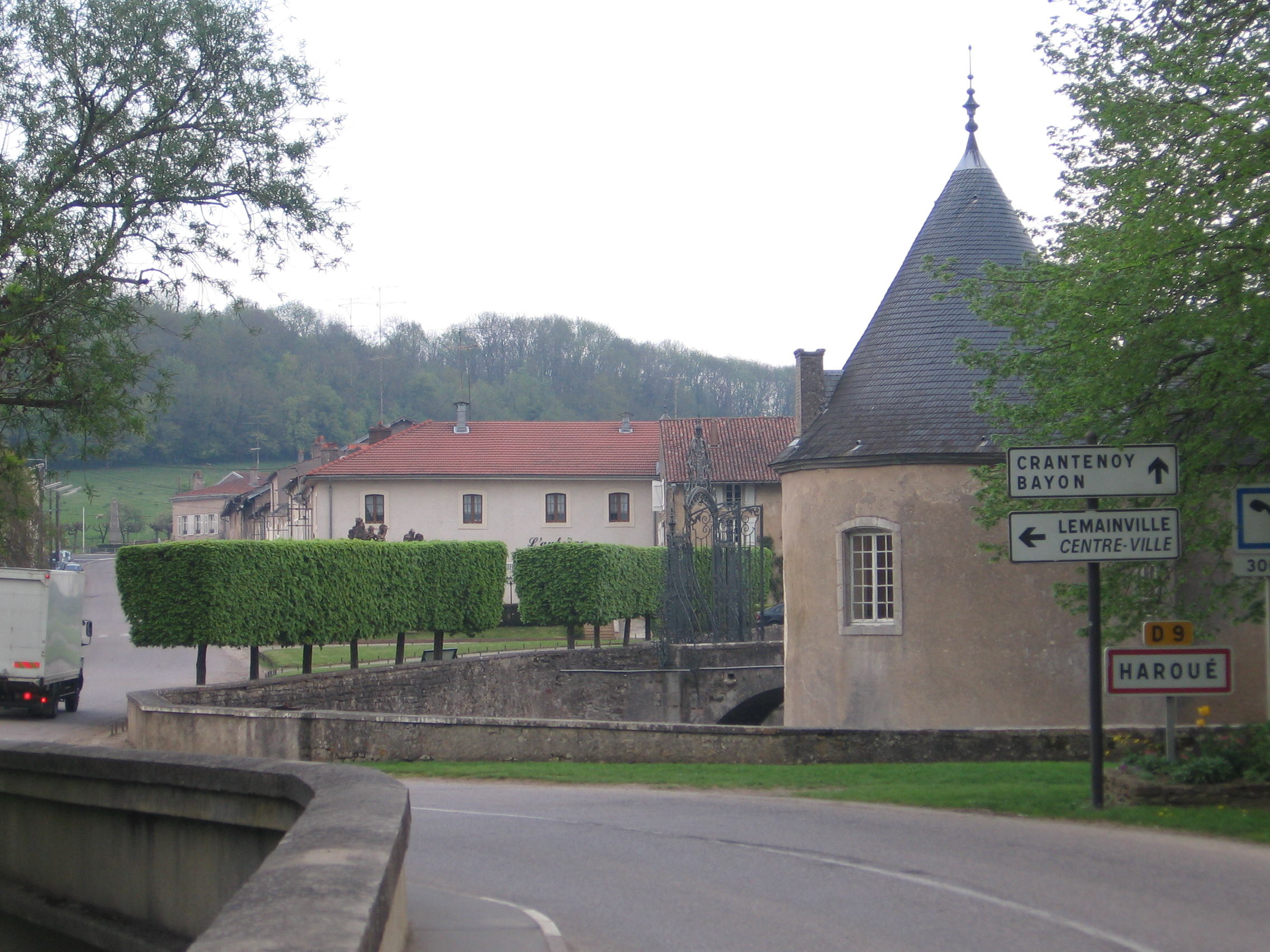
Въезд в Аруэ.

## Демография
Население коммуны на 2010 год составляло 418 человек.
| 1962 | 1968 | 1975 | 1982 | 1990 | 1999 | 2010 |
| ---- | ---- | ---- | ---- | ---- | ---- | ---- |
| 382  | 353  | 419  | 424  | 451  | 434  | 418  |

## Достопримечательности
- Замок Аруэ, сооружённый в 1720 году.

## Известные уроженцы
- Франсуа де Бассомпьер (1579—1646) — маршал Франции